# Мавзолей Шейх Мавлон Бобо
Мавзолей расположен на территории кладбища Шейх Мавлон Бобо в колхозе Агахи Хивинского района. В XIX веке минарет, мечеть и медресе были возведены на территории кладбища по приказу Алла-Кули-хана. Рядом с мавзолеем Шейх Мавлон Бобо, похоронен Мунис - историк и переводчик, который служил секретарем в хивинском ханстве. Здесь также похоронен его племянник Агахи.